# Polyptychus wojtusiaki
Polyptychus wojtusiaki is een vlinder uit de familie pijlstaarten (Sphingidae). De wetenschappelijke naam van deze soort is voor het eerst geldig gepubliceerd in 2001 door Pierre.
De soort komt voor in het Afrotropisch gebied.